# Hengdang Dao
Hengdang Dao är en ö i Kina. Den ligger i provinsen Guangdong, i den södra delen av landet, omkring 110 kilometer söder om provinshuvudstaden Guangzhou. 
Genomsnittlig årsnederbörd är 2 326 millimeter. Den regnigaste månaden är maj, med i genomsnitt 472 mm nederbörd, och den torraste är januari, med 25 mm nederbörd.